# Bieniowce-Kolonia
Bieniowce-Kolonia [bjɛˈɲɔft͡sɛ kɔˈlɔɲa] est un village polonais de la gmina de Nowy Dwór dans le powiat de Sokółka et dans la voïvodie de Podlachie, à proximité de la frontière avec la Biélorussie.